# Metacalypogeia montana
Metacalypogeia montana là một loài rêu tản trong họ Calypogeiaceae. Loài này được (Horik.) Inoue miêu tả khoa học lần đầu tiên năm 1959.